# Westhaven-Moonstone
Westhaven-Moonstone est une census-designated place du comté de Humboldt, dans l'État de Californie, aux États-Unis,. En 2020, elle compte une population de 1 187 habitants.